# Malpigiowate
Malpigiowate (Malpighiaceae) – rodzina roślin z rzędu malpigiowców. Obejmuje ok. 75–77 rodzajów z ponad 1,3 tysiącami gatunków. Są to rośliny występujące w strefie tropikalnej i subtropikalnej, przy czym najbardziej zróżnicowane są na kontynentach amerykańskich. Do roślin mających duże znaczenie ekonomiczne należy Malpighia emarginata – kultygen uzyskany z gatunku malpigia granatolistna Malpighia glabra, którego owoce znane pod nazwą acerola, są spożywane w stanie świeżym, przerabiane na napoje, służą do aromatyzowania lodów i alkoholi. Podobnie stosowane są owoce gatunku Byrsonima crassifolia i wielu innych o owocach jagodowych, zwłaszcza z rodzaju Bunchosia. Niektóre gatunki zawierają substancje o właściwościach halucynogennych (np. Callaeum antifebrile i Banisteriopsis caapi, kory tego ostatniego używa się do wyrobu napoju ayahuasca). Liczne gatunki z tej rodziny uprawiane są w strefie międzyzwrotnikowej jako rośliny ozdobne.

## Morfologia

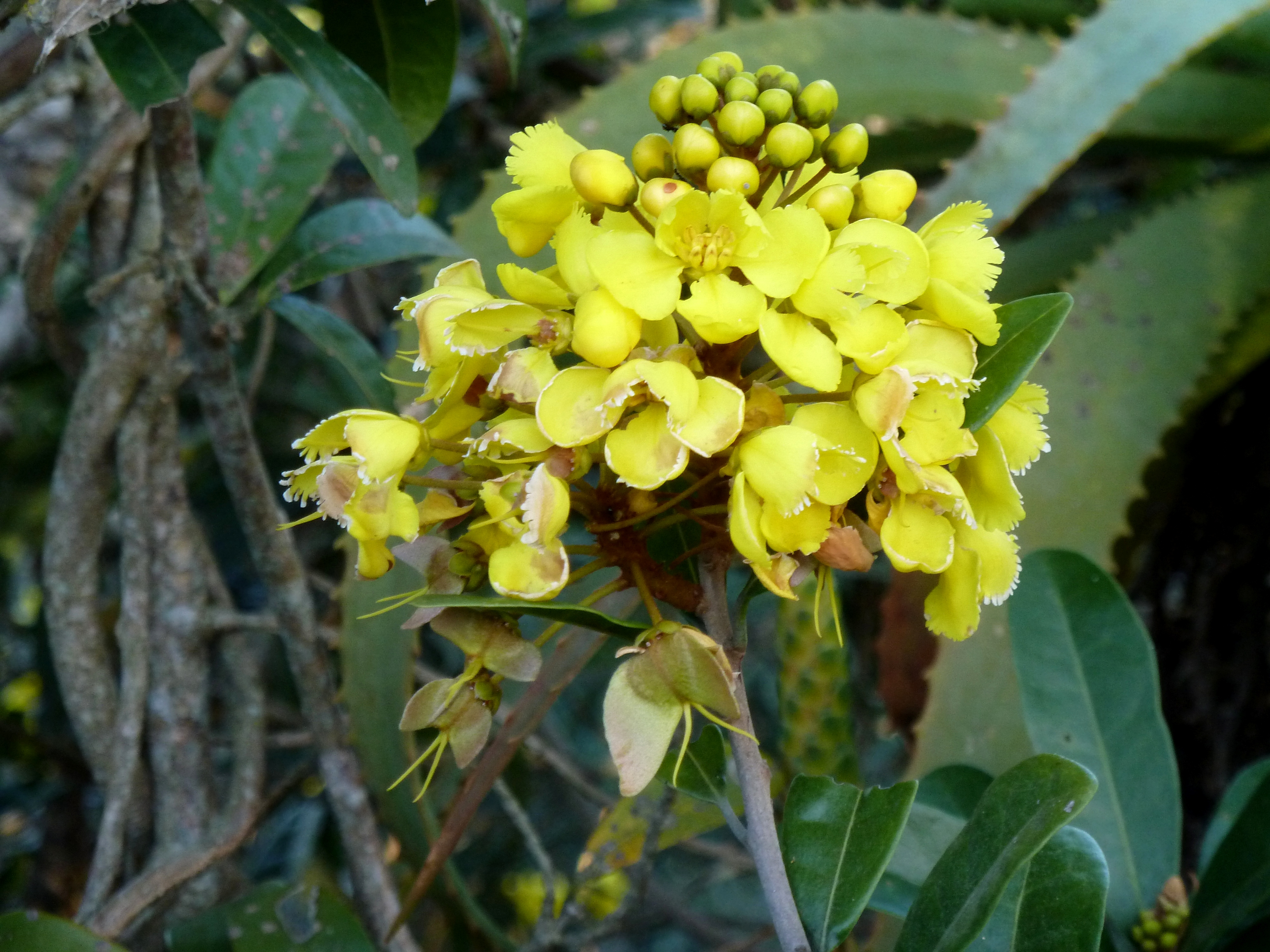
Acridocarpus natalitius

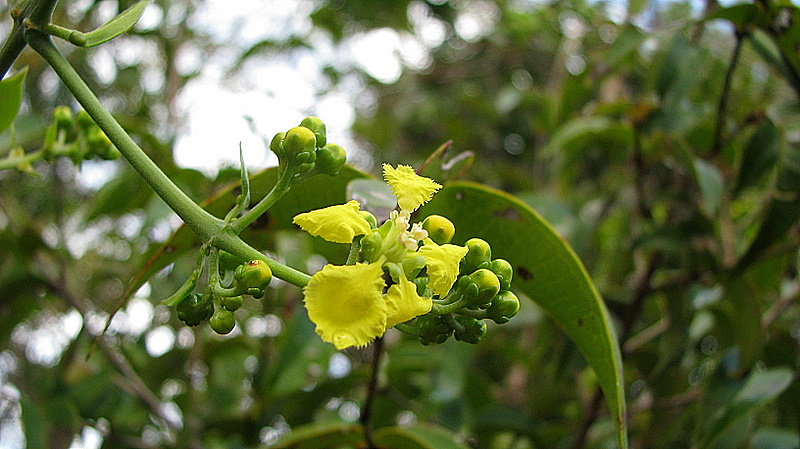
Banisteriopsis nummifera

PokrójDrzewa, krzewy, byliny oraz pnącza, zarówno drewniejące jak i zielne. Na pędach występują włoski proste i charakterystyczne dla rodziny włoski dwudzielne, podobne do igły kompasu.
LiścieNaprzeciwległe, rzadziej skrętoległe lub w okółkach po trzy. U ich nasady znajdują się wolne lub zrośnięte przylistki. Blaszki liściowe pojedyncze, całobrzegie lub rzadziej klapowane lub ząbkowane. Na dolnej stronie blaszki i ogonku liściowym często występują gruczołki.
KwiatyObupłciowe (u roślin z rodzaju Stigmaphyllon czasem też tylko pręcikowe – męskie), promieniste lub grzbieciste. Na szypule kwiatowej występuje para podkwiatków. Kwiaty zebrane są w wyrastające na końcach pędów lub w kątach liści złożone wiechy i grona z kilkukwiatowymi baldachogronami lub baldachami. Działki kielicha w liczbie 5 są wolne lub zrośnięte u nasady. Płatki korony w liczbie 5 mają zwykle paznokieć i brzeg zakończony rzęskami, frędzlami lub ząbkowany. Często górny płatek jest większy i inaczej zabarwiony od pozostałych. Pręciki występują najczęściej w liczbie 10, czasem pojedynczy pręcik bywa większy od pozostałych. Nitki pręcików zrastają się przynajmniej u nasady. Zalążnia jest górna (wpół dolna tylko u Barnebya), trójkomorowa i zwieńczona trzema szyjkami słupka, czasem zrośniętymi w pojedynczy słupek.
OwoceRozłupnie rozpadające się na trzy części, rzadziej skrzydlaki lub pestkowce.

## Systematyka

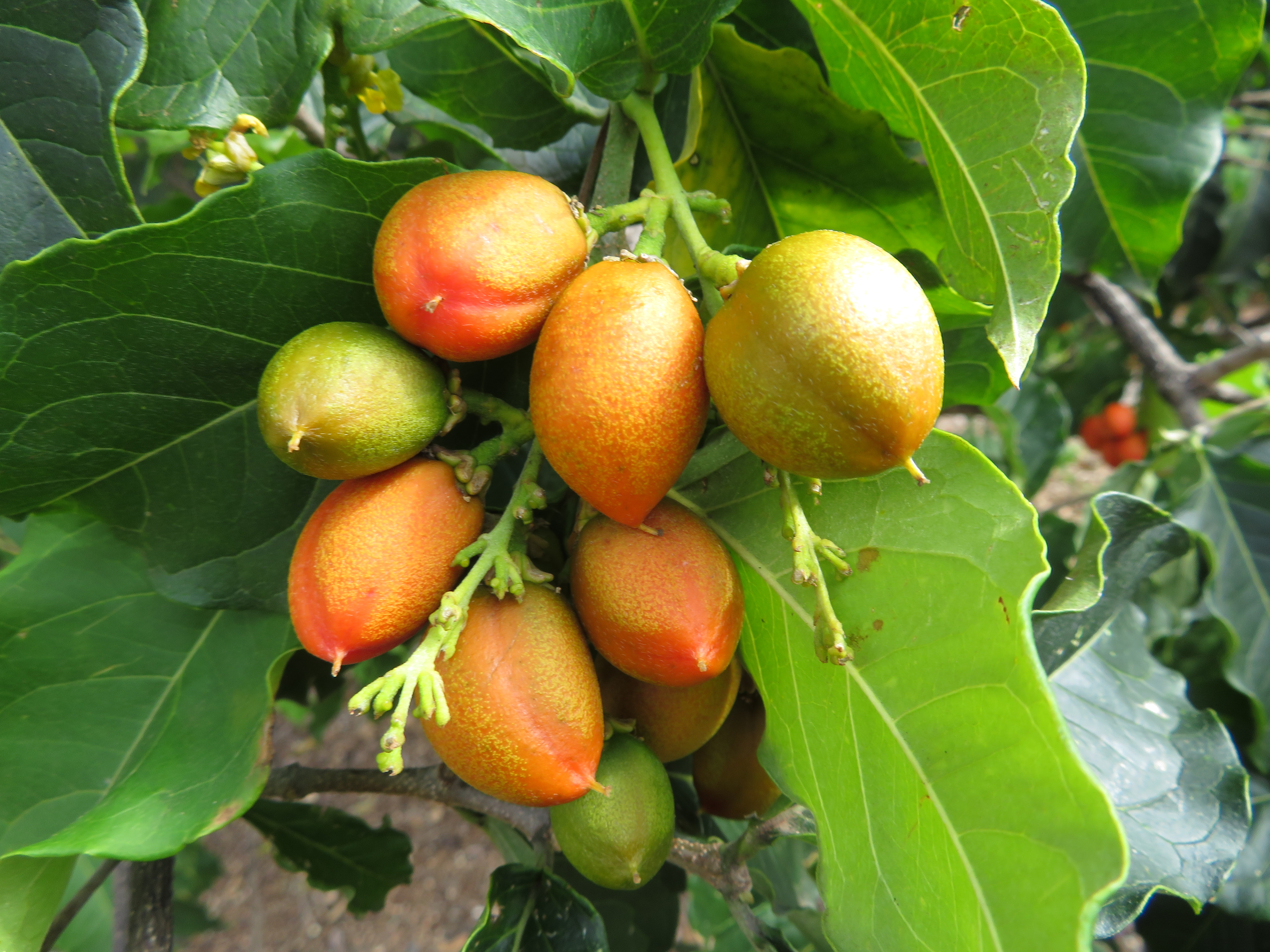
Bunchosia argentea

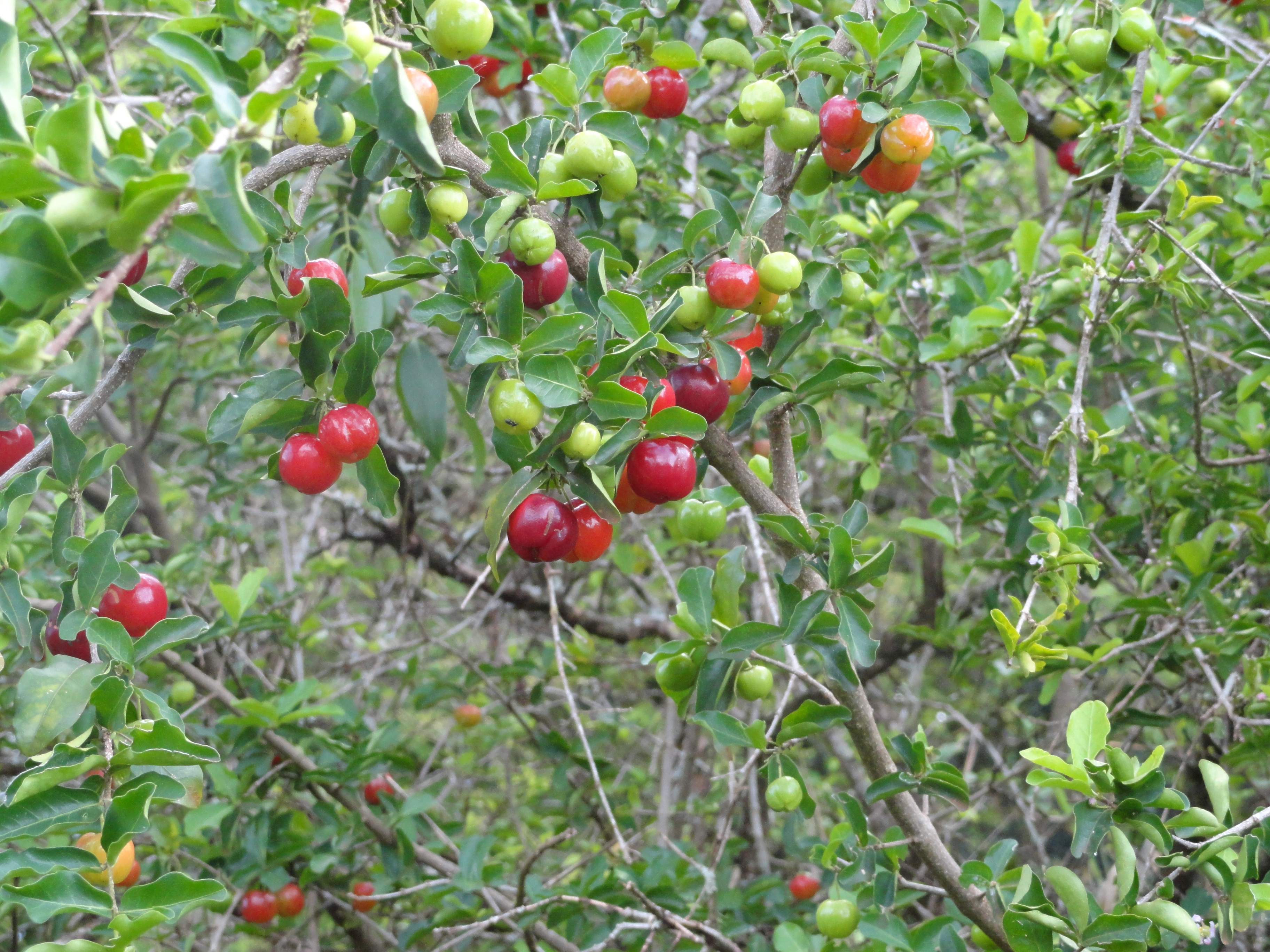
Malpighia glabra

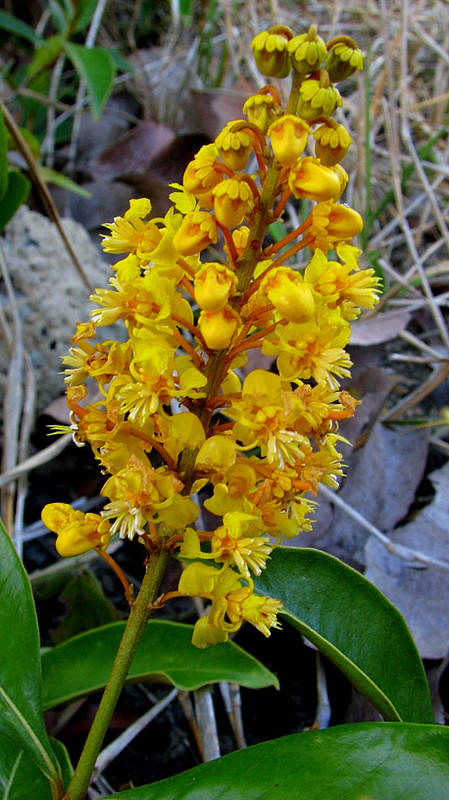
Byrsonima sericea

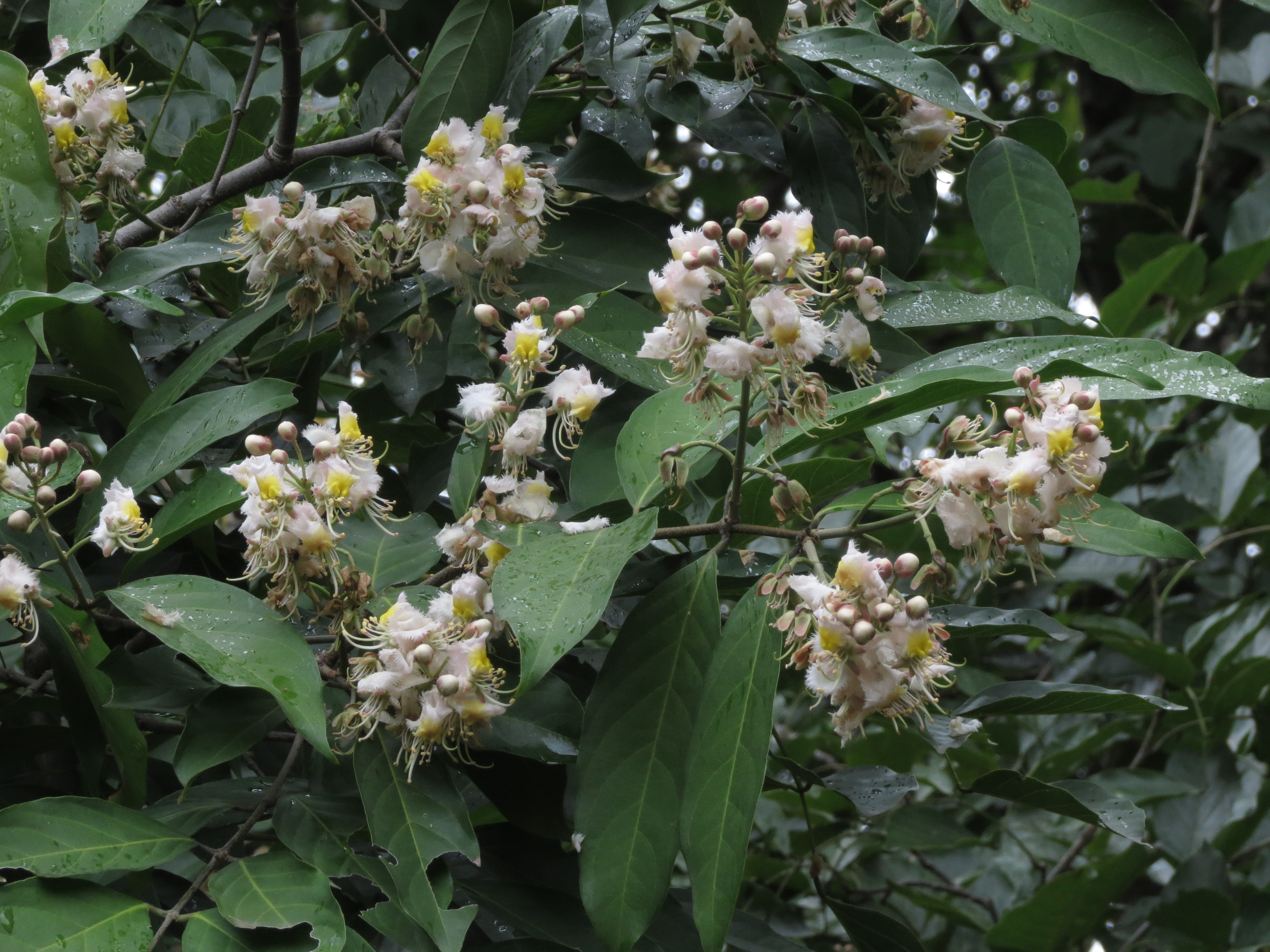
Hiptage benghalensis

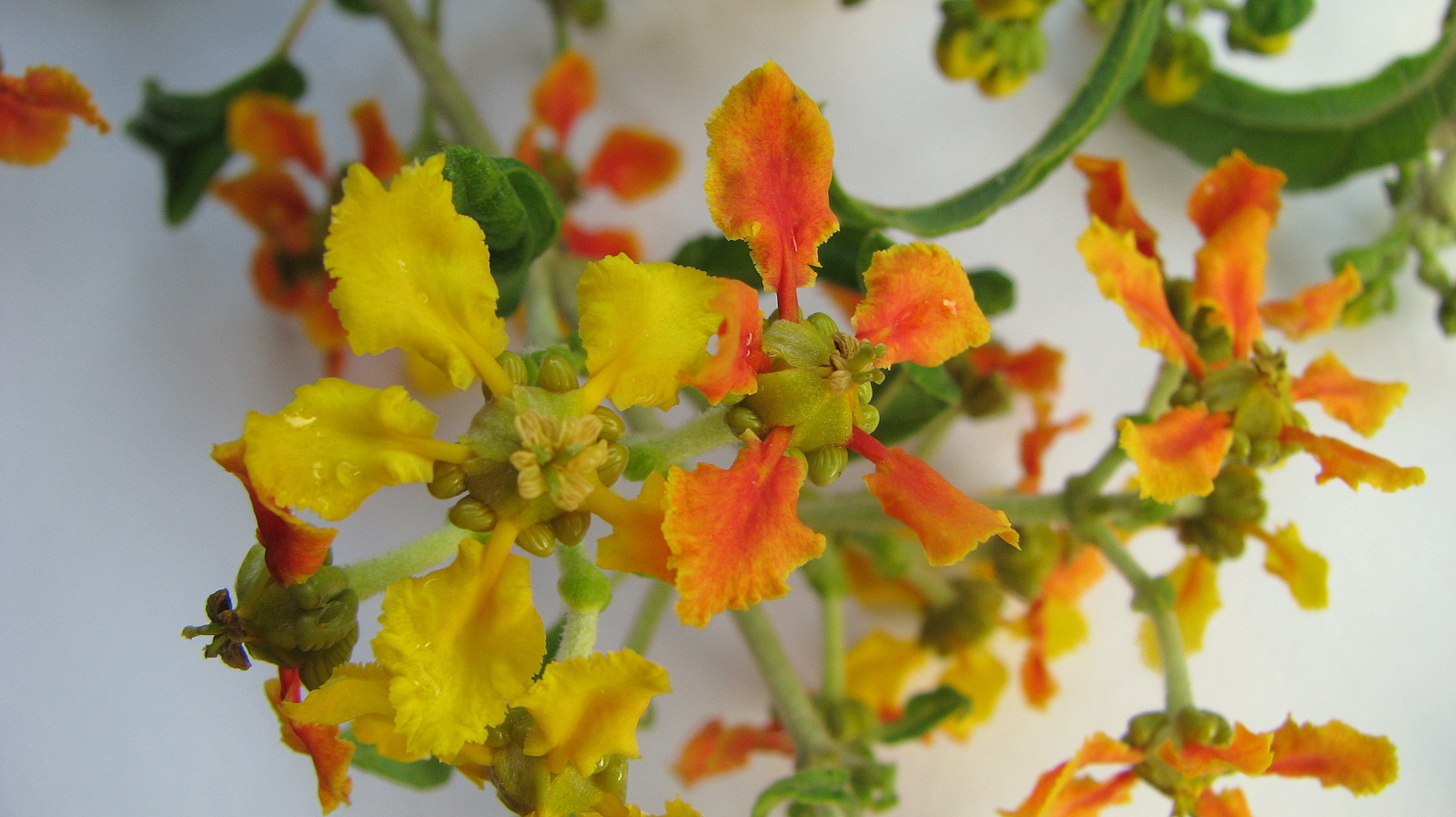
Tetrapterys phlomoides

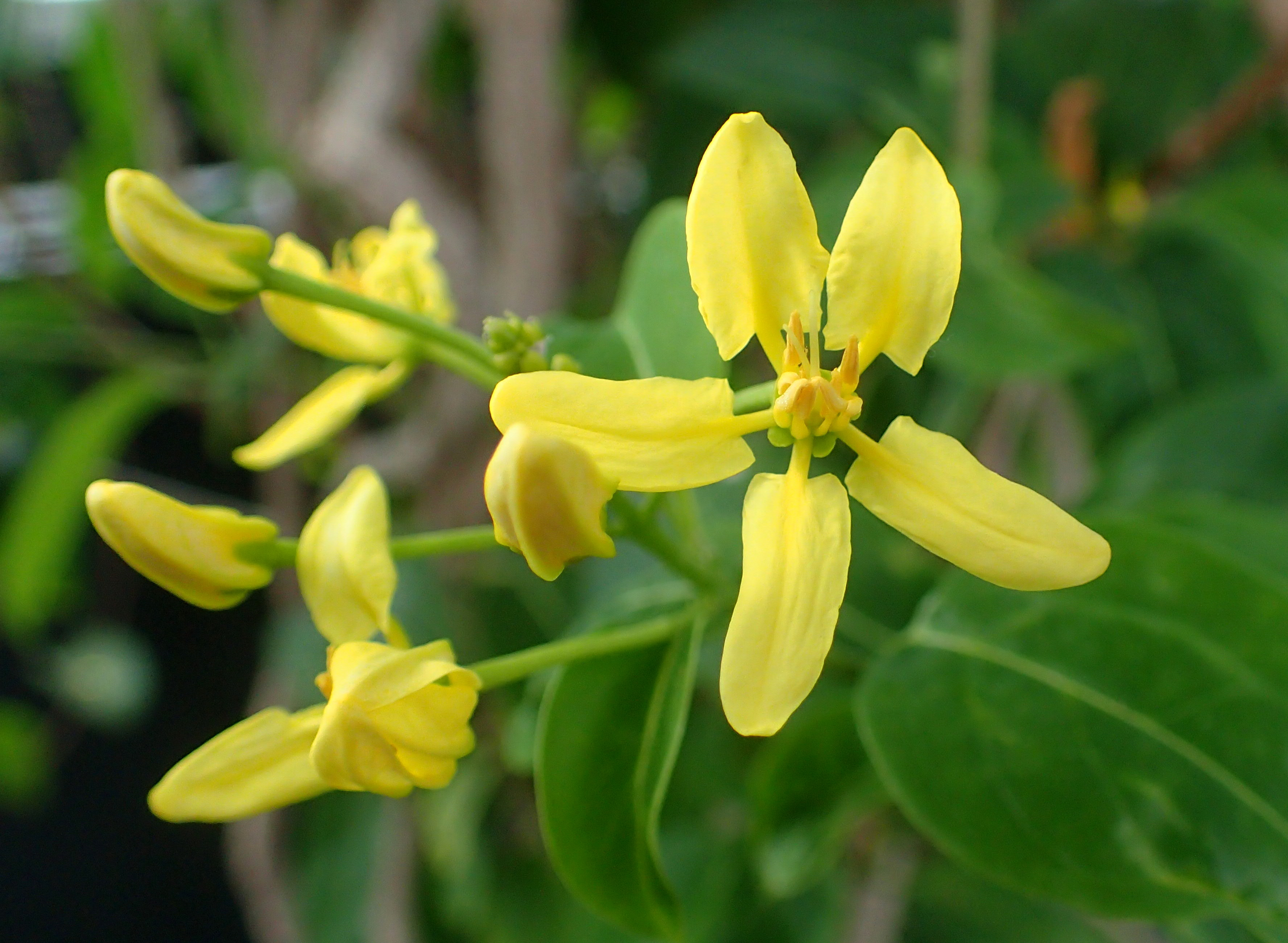
Tristellateia australasiae

Rodzina siostrzana dla nadwodnikowatych (Elatinaceae), od których oddzieliła się ok. 94 miliony lat temu.
Pozycja systematyczna według APweb (aktualizowany system APG IV z 2016)
Rodzina siostrzana dla nadwodnikowatych (Elatinaceae), wchodzi w skład obszernego rzędu malpigiowców (Malpighiales), należącego do kladu różowych w obrębie okrytonasiennych.
|  | Putranjivaceae  |
|  |                 |
|  | Lophopyxidaceae |
|  |                 |

|  | Centroplacaceae                                                                               |
|  |                                                                                               |
|  | \| \| Malpighiaceae – malpigiowate \| \| \| \| \| \| Elatinaceae – nadwodnikowate \| \| \| \| |
|  |                                                                                               |
|  | Malpighiaceae – malpigiowate                                                                  |
|  |                                                                                               |
|  | Elatinaceae – nadwodnikowate                                                                  |
|  |                                                                                               |

|  | Malpighiaceae – malpigiowate |
|  |                              |
|  | Elatinaceae – nadwodnikowate |
|  |                              |

|  | Trigoniaceae    |
|  |                 |
|  | Dichapetalaceae |
|  |                 |

|  | Chrysobalanaceae – złotośliwowate |
|  |                                   |
|  | Euphroniaceae                     |
|  |                                   |

|  | Trigoniaceae    |
|  |                 |
|  | Dichapetalaceae |
|  |                 |

|  | Chrysobalanaceae – złotośliwowate |
|  |                                   |
|  | Euphroniaceae                     |
|  |                                   |

|  | Trigoniaceae    |
|  |                 |
|  | Dichapetalaceae |
|  |                 |

|  | Chrysobalanaceae – złotośliwowate |
|  |                                   |
|  | Euphroniaceae                     |
|  |                                   |

|  | Trigoniaceae    |
|  |                 |
|  | Dichapetalaceae |
|  |                 |

|  | Chrysobalanaceae – złotośliwowate |
|  |                                   |
|  | Euphroniaceae                     |
|  |                                   |

|  | Putranjivaceae  |
|  |                 |
|  | Lophopyxidaceae |
|  |                 |

|  | Centroplacaceae                                                                               |
|  |                                                                                               |
|  | \| \| Malpighiaceae – malpigiowate \| \| \| \| \| \| Elatinaceae – nadwodnikowate \| \| \| \| |
|  |                                                                                               |
|  | Malpighiaceae – malpigiowate                                                                  |
|  |                                                                                               |
|  | Elatinaceae – nadwodnikowate                                                                  |
|  |                                                                                               |

|  | Malpighiaceae – malpigiowate |
|  |                              |
|  | Elatinaceae – nadwodnikowate |
|  |                              |

|  | Trigoniaceae    |
|  |                 |
|  | Dichapetalaceae |
|  |                 |

|  | Chrysobalanaceae – złotośliwowate |
|  |                                   |
|  | Euphroniaceae                     |
|  |                                   |

|  | Trigoniaceae    |
|  |                 |
|  | Dichapetalaceae |
|  |                 |

|  | Chrysobalanaceae – złotośliwowate |
|  |                                   |
|  | Euphroniaceae                     |
|  |                                   |

|  | Trigoniaceae    |
|  |                 |
|  | Dichapetalaceae |
|  |                 |

|  | Chrysobalanaceae – złotośliwowate |
|  |                                   |
|  | Euphroniaceae                     |
|  |                                   |

|  | Trigoniaceae    |
|  |                 |
|  | Dichapetalaceae |
|  |                 |

|  | Chrysobalanaceae – złotośliwowate |
|  |                                   |
|  | Euphroniaceae                     |
|  |                                   |

Wykaz rodzajów
- Acmanthera Griseb.
- Acridocarpus Guill. & Perr.
- Adelphia W. R. Anderson
- Aenigmatanthera W. R. Anderson
- Alicia W. R. Anderson
- Amorimia W. R. Anderson
- Aspicarpa Rich.
- Aspidopterys A.Juss.
- Banisteriopsis C.B.Rob. ex Small
- Barnebya W.R.Anderson & B.Gates
- Blepharandra Griseb.
- Brachylophon Oliv.
- Bronwenia W. R. Anderson & C. Davis
- Bunchosia Rich. ex Kunth – mnichówka
- Burdachia Mart. ex A.Juss.
- Byrsonima Rich. ex Kunth – ozłoka
- Calcicola W. R. Anderson & C. Davis
- Callaeum Small
- Camarea A.St.-Hil.
- Carolus W.R.Anderson
- Caucanthus Forssk.
- Christianella W.R.Anderson
- Coleostachys A.Juss.
- Cordobia Nied.
- Cottsia Dubard & Dop
- Diacidia Griseb.
- Diaspis Nied.
- Dicella Griseb.
- Digoniopterys Arenes
- Dinemagonum A.Juss.
- Dinemandra A.Juss.
- Diplopterys A.Juss.
- Echinopterys A.Juss.
- Ectopopterys W.R.Anderson
- Excentradenia W.R.Anderson
- Flabellaria Cav.
- Flabellariopsis R.Wilczek
- Gallardoa Hicken
- Galphimia Cav.
- Gaudichaudia Kunth
- Glandonia Griseb.
- Heladena A.Juss.
- Henleophytum H.Karst.
- Heteropterys Kunth
- Hiptage Gaertn.
- Hiraea Jacq.
- Janusia A.Juss.
- Jubelina A.Juss.
- Lasiocarpus Liebm.
- Lophanthera A.Juss.
- Lophopterys A.Juss.
- Madagasikaria C. Davis
- Malpighia L. – malpigia
- Malpighiodes Nied.
- Mascagnia (Bertero ex DC.) Colla
- Mcvaughia W.R.Anderson
- Mezia Schwacke ex Nied.
- Microsteira Baker
- Mionandra Griseb.
- Niedenzuella W.R.Anderson
- Peixotoa A.Juss.
- Philgamia Baill.
- Psychopterys W. R. Anderson & S. Corso
- Pterandra A.Juss.
- Ptilochaeta Turcz.
- Rhynchophora Arenes
- Spachea A.Juss.
- Sphedamnocarpus Planch. ex Benth.
- Stigmaphyllon A.Juss.
- Tetrapterys Cav.
- Thryallis Mart.
- Triaspis Burch.
- Tricomaria Gillies ex Hook. & Arn.
- Tristellateia Thouars
- Verrucularia A.Juss.

Pozycja w systemach Reveala
James L. Reveal w swym systemie z lat 90. XX wieku zaliczył malipigiowate do rzędu Vochysiales: gromada okrytonasienne (Magnoliophyta Cronquist), podgromada Magnoliophytina Frohne & U. Jensen ex Reveal, klasa Magnoliopsida Brongn., podklasa różowe (Rosidae Takht.), nadrząd Geranianae Thorne ex Reveal, rząd Vochysiales Dumort., podrząd Malpighiineae Engl., rodzina malpigiowate (Malpighiaceae Juss.).
W systemie z 2007 Reveal rodzinę umieścił w rzędzie wilczomleczowców Euphorbiales obejmującym znaczną część malpigiowców w ujęciu APWeb.